# Кормань
Ко́рмань (укр. Кормань) — село в Сокирянской городской общине Днестровского района Черновицкой области Украины.
До 2020 года входило в Сокирянский район.
Население по переписи 2001 года составляло 959 человек. Почтовый индекс — 60213. Телефонный код — 3739. Код КОАТУУ — 7324085001.